# 釧路支庁
釧路支庁（くしろしちょう）は、かつて北海道に存在した支庁のひとつ。支庁名は釧路国に由来する。1市・6町・1村を所管していた。支庁所在地は釧路市。2010年（平成22年）4月1日、釧路総合振興局に改組。

## 歴史
- 1897年（明治30年）11月 - 釧路国（くしろのくに）の区域を以て釧路支庁を設置。
- 1922年（大正11年）8月17日 - 釧路国（くしろこく）支庁に改称[1]。
- 1948年（昭和23年）10月20日 - 地方自治法の施行に基づき支庁は都道府県が条例で任意に設置する総合出先機関となり、北海道支庁設置条例（昭和23年9月27日条例第44号）が施行される（条例で釧路郡、厚岸郡、川上郡、阿寒郡、白糠郡を所轄区域、支庁の位置を釧路市と定める）[2]。足寄郡足寄村・淕別（りくんべつ）村を十勝支庁へ移管。
- 1957年（昭和32年）4月1日 - 釧路支庁に再改称。

- 2005年（平成17年）10月11日 - 釧路市、阿寒町、音別町が新設合併し、新市制による釧路市が発足。
- 2008年（平成20年）6月28日 - 北海道議会において、釧路支庁に根室支庁を編入する等、14支庁を9地域に再編し、名称を支庁から地域振興局に改める旨の条例案が可決された。この条例では、根室振興局は道東総合振興局の下に置かれることになっていた。
- 2009年（平成21年）3月31日 - 他の総合振興局への編入対象となった支庁の反発を受け、北海道議会で条例の改正案が可決。これに伴い、振興局は総合振興局と同等の扱い（地方自治法上の支庁）へ改められるとともに、広域で所管することが望ましい業務に関しては隣接する総合振興局の所掌事務とすることが出来るとされた。
- 2010年（平成22年）4月1日 - 釧路支庁が廃止され、釧路総合振興局が発足。

## 地理

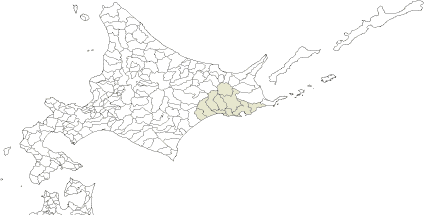
道内における釧路支庁の位置

北海道東部、太平洋側に位置。北部は山岳地帯、南部は釧路湿原などの湿原・平野が広がり、太平洋に接する。
気候は夏季は霧（じり）が発生する影響もあり、気温が上がりにくい。
冬季は比較的降雪量も少なく、晴天が多い。
- 山：雌阿寒岳、硫黄山、摩周岳
- 河川：釧路川、阿寒川、庶路川
- 湖沼：阿寒湖、摩周湖、屈斜路湖、塘路湖、シラルトロ湖、春採湖、厚岸湖

### 都市雇用圏（10% 通勤圏）の変遷
以下は、釧路市を中心市とする都市雇用圏（10% 通勤圏、中心都市の DID 人口が1万人以上）の変遷である。一般的な都市圏の定義については都市圏を参照のこと。
- 10% 通勤圏に入っていない自治体は、各統計年の欄で灰色かつ「-」で示す。

| 自治体 ('80) | 1980年                 | 1990年                 | 1995年                 | 2000年                 | 2005年                 | 2010年                 | 自治体 （現在） |
| ------------ | ---------------------- | ---------------------- | ---------------------- | ---------------------- | ---------------------- | ---------------------- | --------------- |
| 音別町       | -                      | -                      | -                      | -                      | -                      | 釧路 都市圏 21万3616人 | 釧路市          |
| 阿寒町       | -                      | -                      | -                      | -                      | 釧路 都市圏 22万0098人 | 釧路 都市圏 21万3616人 | 釧路市          |
| 釧路市       | 釧路 都市圏 24万2331人 | 釧路 都市圏 23万7886人 | 釧路 都市圏 23万3614人 | 釧路 都市圏 22万5576人 | 釧路 都市圏 22万0098人 | 釧路 都市圏 21万3616人 | 釧路市          |
| 釧路町       | 釧路 都市圏 24万2331人 | 釧路 都市圏 23万7886人 | 釧路 都市圏 23万3614人 | 釧路 都市圏 22万5576人 | 釧路 都市圏 22万0098人 | 釧路 都市圏 21万3616人 | 釧路町          |
| 白糠町       | 釧路 都市圏 24万2331人 | 釧路 都市圏 23万7886人 | 釧路 都市圏 23万3614人 | 釧路 都市圏 22万5576人 | 釧路 都市圏 22万0098人 | 釧路 都市圏 21万3616人 | 白糠町          |
| 鶴居村       | -                      | -                      | -                      | -                      | -                      | 釧路 都市圏 21万3616人 | 鶴居村          |
| 厚岸町       | -                      | -                      | -                      | -                      | -                      | -                      | 厚岸町          |
| 浜中町       | -                      | -                      | -                      | -                      | -                      | -                      | 浜中町          |
| 標茶町       | -                      | -                      | -                      | -                      | -                      | -                      | 標茶町          |
| 弟子屈町     | -                      | -                      | -                      | -                      | -                      | -                      | 弟子屈町        |

## 地域

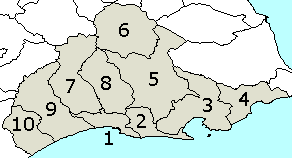
釧路支庁の自治体
1,7,10. 釧路市2. 釧路町3. 厚岸町4. 浜中町5. 標茶町6. 弟子屈町8. 鶴居村9. 白糠町

全域が釧路国の領域に属する。
- 釧路市
- 釧路郡：釧路町
- 厚岸郡：厚岸町 - 浜中町
- 川上郡：標茶町 - 弟子屈町
- 阿寒郡：鶴居村
- 白糠郡：白糠町

## 経済

### 産業
中心となる釧路市は、北海道有数の大規模港である国際バルク戦略港湾釧路港を有し、東北海道の国際物流拠点として国際コンテナ定期航路（釜山、青島、天津等）が開かれている。港湾後背地の釧路臨港工業団地には、製紙パルプ（日本製紙、王子製紙）、機械製造、飼料、肥料コンビナート、製薬メーカー、オイルターミナルが広がり苫小牧、室蘭と並ぶ北海道有数の工業が集積した地域を形成している。道東地域は物流の9割を釧路港に依存している。
釧路市は道東地域の中心都市として外国公館、国の出先機関、各金融機関が集中している。また国際会議観光都市として国際会議場、ホテルが集積し道東最大の商工業都市である。
釧路市、白糠町の全域が国構造改革特区の釧路・白糠次世代エネルギー特区に指定され、次世代エネルギー（ジメチルエーテル）研究開発の実績も築いていた。
- 火山灰質・泥炭質の土壌のため作物が生育しにくい。そのため酪農が発達しており、特に乳製品の品質は国内でも品質が高く、ハーゲンダッツ社アイスの原料産地にもなっている。
- 沿岸部では漁業が盛ん、釧路市には国内水揚げ量上位の釧路漁港があるほか、厚岸町、釧路町のカキは大ぶりで有名。また、浜中町は昆布で有名である。
- 全国で唯一の坑内掘りの炭鉱釧路コールマインが現役である。
- 阿寒摩周国立公園、釧路湿原国立公園、厚岸道立自然公園を有し、東北海道の玄関口のである釧路空港を通して年間1000万人もの観光客が、全国、海外から訪れている。
- 摩周湖は世界遺産登録を目指しているほか、厚岸道立自然公園は国定公園への転換を目指している。
- 弟子屈町は本州からの移住者が比較的多い。行政の移住受け入れ策も充実している。

## 交通

### 空港
- 釧路空港（釧路市）

### 鉄道路線
- 北海道旅客鉄道（JR北海道釧路支社）
  - 根室本線、釧網本線
- 太平洋石炭販売輸送 - 日本唯一の炭鉱鉄道

### 道路
- 高速道路
  - 北海道横断自動車道釧路線（建設中） - 新直轄方式
  - 釧路外環状道路（建設中） - 高速自動車国道に並行する一般国道自動車専用道路
- 一般国道
  - 国道38号
    - 道の駅しらぬか恋問

  - 国道44号
  - 国道240号
    - 道の駅阿寒丹頂の里

  - 国道241号
    - 道の駅摩周温泉

  - 国道243号
  - 国道272号
  - 国道274号
  - 国道391号
  - 国道392号

## 名所・旧跡・観光スポット・祭事・催事
- 釧路湿原
- 和商市場
- 屈斜路湖
- 摩周湖
- 阿寒湖
- 厚岸湖
- ムツゴロウ動物王国